# 吾謹
吾謹（1485年—1517年），字惟可，號三清，浙江衢州府開化縣人，民籍，明朝政治人物。

## 生平
正德十一年（1516年）丙子科浙江鄉試第三名舉人。正德十二年（1517年）聯捷丁丑科會試第一百十五名，登第三甲第一百一十一名進士。兵部观政，卒。

## 家族
曾祖吾體，曾任訓導；祖父吾冔，曾任教諭 贈中書舍人；父吾翯，曾任中書舍人。母方氏（贈孺人）；繼母陳氏（封孺人）。慈侍下。